# Yukon (Pennsylvanie)
Yukon est une census-designated place située dans le comté de Westmoreland, dans l’État de Pennsylvanie, aux États-Unis. Lors du recensement de 2020, elle compte 656 habitants.